# TV Barriga Verde
TV Barriga Verde é uma emissora de televisão brasileira sediada em Florianópolis, capital do estado de Santa Catarina. Opera no canal 9 (32 UHF digital) e é afiliada à Band. Seus estúdios e escritório ficam localizados no bairro Pantanal, e sua antena de transmissão está no topo do Morro da Cruz.

## História

### TV Barriga Verde/SBT/TV Manchete (1982-1993)
A TV Barriga Verde foi inaugurada em 25 de outubro de 1982 pelo canal 9 VHF, transmitindo a programação do SBT. O nome da emissora é uma referência ao gentílico usado para descrever os nascidos em Santa Catarina, conhecidos como barriga-verdes. Em 1985, a emissora deixou o SBT e tornou-se afiliada à Rede Manchete, sendo uma de suas principais emissoras. A parceria durou até 6 de setembro de 1993, quando se torna afiliada a Rede Bandeirantes.

### TV Barriga Verde/TV Catarinense de Joaçaba/Band Santa Catarina (2005-2013)[2]
Por muito tempo, a emissora possuiu uma co-irmã, era a TV Catarinense de Joaçaba. Em 2005, essa emissora foi vendida ao Grupo RBS e a TVBV passa a cobrir todo o estado. Em 2007, TVBV apresentou para o mercado catarinense uma nova opção de merchandising. O formato integrado, que já é reconhecido por anunciantes nacionais, passou a ser também utilizado pelos anunciantes do estado. Em 1.º de março de 2012, a TV Barriga Verde passa a se chamar Band Santa Catarina. Com a mudança, diversos programas também mudam seus nomes e formatos, o TVBV Esportes vira Jogo Aberto Santa Catarina, enquanto o tradicional Jornal da TVBV vira Band Cidade.
Em 2013, a Band Santa Catarina passa por por dificuldades e teve que reformular a estrutura da empresa. Após conversa com funcionários a situação foi normalizada. O empresário Saul Brandalise Júnior desmentiu rumores de uma possível venda da emissora. O número de funcionários foi revisto para melhorar o desempenho da empresa. A programação local foi suspensa por alguns dias, mas logo normalizada.Por conta da reformulação, a emissora fez uma revisão para melhor aproveitamento das sucursais.

### TV Catarina/TV Barriga Verde (2016-2019)

Logotipo utilizado entre 2016 e 2017

Em 19 de dezembro de 2016, a emissora abandona a nomenclatura da rede, e passa a se chamar TV Catarina. Em 2017, a crise dos anos anteriores volta a se agravar e o Grupo Barriga Verde entra com um pedido de recuperação judicial em 1.º de novembro. Em 16 de novembro, os funcionários da emissora entram novamente em greve, suspendendo a veiculação da programação local e dos comerciais, repetindo integralmente a programação da Rede Bandeirantes. O mesmo voltou a ocorrer em 15 de março de 2018.
Em 1.º de maio de 2019, a TV Catarina voltou a se chamar TV Barriga Verde, recuperando a tradicional nomenclatura utilizada entre 1982 e 2012. No mesmo dia, a emissora estreou o programa jornalístico Barriga Verde Agora, marcando o retorno de Roberto Salum ao canal.

### TV Barriga Verde (2019-presente)
Desde 2018, a TVBV, administrada pelo superintendente Adilson Silva, vem cumprindo um planejamento consistente que possibilitou a retomada de suas atividades de maneira eficiente e assertiva.
A TV Barriga Verde, por alguns anos Band SC, por outros TV Catarina, retomou sua nomenclatura em 2019, voltando às origens e resgatando a homenagem realizada à população nascida no Estado de Santa Catarina.
A emissora fundada por Saul Brandalise Junior vive hoje um novo momento, buscando trazer diariamente informação de qualidade com seu telejornalismo e entretenimento ao povo catarinense.

## Sinal digital
| Canal virtual | Canal digital | Resolução de tela | Programação                                      |
| ------------- | ------------- | ----------------- | ------------------------------------------------ |
| 9.1           | 32 UHF        | 1080i             | Programação principal da TV Barriga Verde / Band |

Transição para o sinal digital
Com base no decreto federal de transição das emissoras de TV brasileiras do sinal analógico para o digital, a então TV Catarina, bem como as outras emissoras de Florianópolis, cessou suas transmissões pelo canal 9 VHF em 28 de fevereiro de 2018, seguindo o cronograma oficial da ANATEL. A emissora cortou o sinal às 23h59, durante a exibição do Cine Band, inserindo o aviso do MCTIC e da ANATEL sobre o switch-off.

### Programas – Jornalismo/Entretenimento
Ao longo de mais de 40 anos de atividade, a TVBV experimentou momentos de protagonismo. Desde 2003, está no ar o programa Bon Vivant, sobre variedades, apresentado pelo jornalista Leo Coelho.
Em 2009, o Jornal da TVBV (hoje BandCidade), exibido das 18h50 às 19h19, conquistou a vice-liderança isolada em audiência com 4,8% de índice de audiência e 9,5% de share.
Na mesma época, o esporte catarinense ganhou mais espaço na grade de programação com o lançamento do TVBV Sports.[17], com a apresentação de Gustavo Bossle, com comentários de Claudionir Miranda e Sérgio Murilo.
Em março de 2020, a emissora deu uma repaginada no Jornal da TVBV, estreando o novo formato do BandCidade, com apresentação de Rodrigo Cardozo e comentários de Roberto Azevedo
Com o “estouro” da Covid-19, o Grupo de Comunicação, que atravessava um processo de reestruturação, acabou sendo pego de surpresa pela economia mais uma vez. Não houve demissões, mas foi necessário planejamento e controle financeiro para superar a pandemia.
Durante o ano de 2022, o telespectador da TVBV passou a assistir a um novo espaço de esporte e jornalismo na programação local.
Estreava Jogo Aberto SC, apresentado pela jornalista Cacau Corazza e depois substituída por João Paulo. Já o Programa Meio Dia Catarina passou a se chamar o SC Acontece, com uma programação estadual, dentro de uma proposta nacional replicada em outros afiliadas. A apresentação também ganhou um novo estilo com a chegada da jornalista Graziane Ubiali.
Ainda em 2022, O Grupo Barriga apresentou ao mercado seu novo Portal de Notícias, com a proposta de publicar em tempo real notícias, esportes, horóscopo, meteorologia e os principais fatos e acontecimentos do cotidiano. No portal, também estarão disponíveis as edições dos programas diários, sem intervalos, sem cortes.
Passados dois anos, houve uma reformulação abrangente do Portal TVBV, que agora é o Portal TVBVonline. Esta nova fase busca uma experiência informativa mais envolvente e dinâmica para os leitores.

Em abril de 2024, o BandCidade ganhou o reforço do comentarista político Cláudio Prisco Paraíso, profissional com mais de 40 anos de experiência na área, com passagens por outros grandes veículos de comunicação